# Peter Kayode Odetoyinbo
Peter Kayode Odetoyinbo (* 28. Januar 1964 in Ibadan) ist ein nigerianischer Geistlicher und römisch-katholischer Bischof von Abeokuta.

## Leben
Peter Kayode Odetoyinbo studierte Philosophie und Katholische Theologie am Seminar St. Peter und Paul in Bodija, Erzbistum Ibadan. Er empfing am 7. Oktober 1989 die Priesterweihe und war von 1989 bis 1992 als Vikar tätig. Von 1992 bis 1996 war er Lehrer am Kleinen Seminar und zudem verantwortlich für die Pfarreien St. Patrick und St. Ignatius von Loyola. Von 1990 bis 1996 war er Vizedirektor die Verwaltungsreform der Erzdiözese Ibadan. Nach einem Doktoratsstudium in Kirchengeschichte an der Päpstlichen Universität Gregoriana (1996–2000) war er Geistlicher an der Marienkathedrale von Ibadan sowie der Kirche Mariä Himmelfahrt in Bodija.
Seit 2001 ist er Professor für Kirchengeschichte am Priesterseminar St. Peter und Paul und seit 2003 Professor für Kirchengeschichte am Dominikanischen Institut. Von 2002 bis 2007 war er Vorsitzender des Priesterrates im Erzbistum Ibadan und von 2002 bis 2008 Generalsekretär der Diözesanpriesterrates von All Yorubaland. Bis zur Ernennung zum Bischof war er Generalvikar im Erzbistum Ibadan.
Am 15. April 2014 ernannte ihn Papst Franziskus zum Bischof von Abeokuta. Die Bischofsweihe spendete ihm der Erzbischof von Lagos, Alfred Adewale Martins, am 25. Juni desselben Jahres. Mitkonsekrator waren der Erzbischof von Ibadan, Gabriel ’Leke Abegunrin, und dessen Amtsvorgänger Felix Alaba Adeosin Job.